# アルビン・クルティ
アルビン・クルティ（アルバニア語:Albin Kurti、1975年3月24日 - ）は、コソボの政治家。現在、同国首相、ヴェテヴェンドシェ!代表。

## 来歴
ユーゴスラビア社会主義連邦共和国内セルビア社会主義共和国を構成するコソボ社会主義自治州のプリシュティナで1975年に生まれた。1997年にプリシュティナ大学学生連合の副議長となり、1997年秋と1998年春の非暴力の抵抗運動を組織した。アデム・デマチがコソボ解放軍の政治部門の代表者となると、クルティはデマチの下で働いた。1999年4月、NATOによるユーゴスラビア空爆のさなか、クルティはセルビア当局によって逮捕され、「ユーゴスラビアの領土的統一を危険にさらし、テロリズムとつながりのある敵対行為の遂行に加担した」として訴追された。セルビアでスロボダン・ミロシェヴィッチ政権が崩壊したあとの2000年に釈放された。
2000年以降、コソボの政治からは距離を置いていたが、国際連合コソボ暫定行政ミッション（UNMIK）と汚職に対する厳しい追及を始めた。クルティは親類を紛争で失った人々の支援を得て非暴力抗議運動を展開し、コソボの民族自決権を希求した。しかし2007年2月のデモ行動で、国連警察によって2人の非武装のデモ参加者が殺害され80人が負傷した際に逮捕され、7月まで拘留され、その後警察の護衛のもと自宅軟禁に置かれた。アムネスティ・インターナショナルはクルティに対する訴訟の不正常を非難している。クルティはその後も「積極的な非暴力の抵抗」を支持している。
2019年10月6日執行の総選挙にてヴェテヴェンドシェ!は第1党となり、2020年1月20日、新首相候補にクルティを決定しハシム・サチ大統領に通知。同日、サチ大統領はクルティを新首相に指名し組閣を命じた。同年2月3日、議会で反対派が退席する中、120議席中賛成66票で政権が承認された。しかし世界中で流行するCOVID-19への対応を巡ってはサチ大統領と意見が対立し、3月18日には大統領の非常事態宣言に反対するクルティを批判した内務大臣が解任されるなど連立政権内に不協和音が生じ、同年3月25日に内閣不信任決議案が賛成82、反対32、棄権1票で可決された。6月3日にアブドゥッラー・ホティ元財務大臣が新首相に選出されたこと受け退任。2021年2月14日執行の総選挙にてヴェテヴェンドシェ!は議席を積み増して過半数に迫り、クルティは3月22日に再び首相に選出された。
2022年9月22日、来たる27日に実施予定の故安倍晋三国葬儀にクルティ首相がコソボ代表として参列することが、日本国外務省により発表された。
2025年2月9日執行の総選挙にてヴェテヴェンドシェ!は48議席を獲得。4月15日に第9議会が新たに招集されたが、野党は議会招集の前には首相が辞任しなければならないとして反発。クルティは当初、議会のグラウク・コニュフツァ議長に送った書簡の中で現政権は3月23日に4年間の任期を終えているとする旨を記したほか、3月27日は中央選挙管理委員会に対して既に政府は事実上辞任しているとする声明を発表し受理されていた。しかし最終的には4月15日付で首相を辞任した。